# Eriugena
Janez Skot Eriugena (latinsko Johannes Scotus Eriugena ), irski teolog in krščanski novoplatonistični filozof, * okoli 815, Irska, † 877, Anglija ali Francija. 
Eriugena velja v obdobju zgodnjega srednjega veka, ko je bila izobraženost prej izjema kot pravilo, za enega redkih učenjakov, ki je tekoče znal grško. Preko Psevdo-Dionizijevih spisov ohranja vsebinsko vez z mističnim novoplatonizmom.

## Lietratura
- Maurer, Armand A., »Srednjeveška filozofija zahoda«, Mohorjeva družba, Celje 2001 (COBISS)